# Grouse Mountain
Der Grouse Mountain ist ein 1231 m hoher Berg, er ist ein Wintersport- und Ausflugsziel in der kanadischen Provinz British Columbia. Er befindet sich nördlich der Stadt North Vancouver im Gebirge der North Shore Mountains.

## Geschichte
Die erste belegte Besteigung des Grouse Mountains stammt aus dem Jahr 1894. Der Berg wurde von Erstbesteigern benannt, nachdem sie ein Felsengebirgshuhn (engl. blue grouse) jagten.
In den darauffolgenden Jahren wurde der Berg zu einem beliebten Ziel für Berggänger. Im Jahr 1910 sollen über 1000 Leute den Berggipfel erreicht haben.
Daraus entstand die Idee, eine 2,5 km lange Bahnlinie auf den Gipfel zu bauen.
Aufgrund des Stahlmangels während des Ersten Weltkrieges konnte dieses Projekt aber nie umgesetzt werden.
Trotzdem wurden in den folgenden Jahren die ersten Hotels gebaut und 1927 wurde eine 13 km lange Straße auf den Gipfel eröffnet.
Die Straße blieb aber aufgrund einer zerstörten Brücke und anschließendem Ruin der Betreiberfirma für viele Jahre geschlossen.
Der Aufbau des Skigebiets begann in den 1930er-Jahren mit einem ersten Skilift. 1949 und 1951 folgten zwei Doppel-Sesselbahnen.
Ein weiterer Entwicklungsschritt war 1966 mit der Eröffnung der Pendelbahn Skyride, welche von North Vancouver auf den Berg führt. Gleichzeitig wurden auch zwei Restaurants bei der Bergstation eröffnet und mit dem Bau der größten Beschneiungsanlage Kanadas begonnen.
Bereits zehn Jahre später wurde die Bahn durch eine zweite Pendelbahn ergänzt. Die Super Skyride mit einer Kabinengröße von 100 Passagieren wurde von der Firma Garaventa gebaut.
Seither wurden diverse weitere Hotels, Restaurants und Bahnen auf dem Grouse Mountain gebaut.

## Tourismus

### Wintertourismus
Das Ski- und Snowboardgebiet, welches auf der südlichen Seite des Berges liegt, umfasst vier Sesselbahnen und 26 Skipisten. Dank Scheinwerfern ist auf 14 Pisten auch Nachtskifahren möglich.
Zudem gibt es mehrere Schneeschuh-Wege mit einer Gesamtlänge von 10 km.
Bei der Bergstation der Pendelbahn befindet sich eine 743 m² große Eisbahn.

### Sommertourismus
Auf den Grouse Mountain führt der bekannte Grouse Grind; ein 2,9 km langer Pfad, der eine Höhendifferenz von 853 m überwindet.
Jedes Jahr gehen mehr als 100.000 Leute den Pfad hinauf.
Mit einem automatischen Zeitmesssystem ist es möglich, die Zeit für den Aufstieg zu messen. Spitzenläufer erreichen eine Zeit von weniger als 30 Minuten. Als durchschnittliche Wanderzeit werden 90 Minuten angegeben.

## Das Auge des Windes
Pünktlich zu den Olympischen Winterspielen wurde am 5. Februar 2010 eine Windkraftanlage auf dem Grouse Mountain in Betrieb genommen.
Die von Leitwind gebaute 65 m hohe Anlage hat eine Leistung von 1,5 MW. Die Rotorblätter sind 37 m lang.
Das Besondere am „Auge des Windes“ ist eine Aussichtsplattform, welche wenige Meter unterhalb der Turmspitze angebracht wurde und mit einem Lift erreicht werden kann.